# KPV
KPV (Krupnokalibernyj Pulemjot Vladimirova, ryska: Крупнокалиберный пулемёт Владимирова КПВ; Grovkalibrigt Maskingevär Vladimirov) är en tung kulspruta. Den utvecklades av Sovjetunionen i början av 1940-talet och är fortfarande vanligt förekommande.
KPV har förekommit i en mängd olika varianter. Under andra världskriget användes den som luft- och pansarvärnsvapen av det Sovjetiska infanteriet. Senare har man använt den i olika typer av stridsfordon. Här följer några varianter:
- PKP: Ursprunglig beteckning, kulspruta på lavett med hjul för infanteriet.
- KPV: Standardvarianten, används som luftvärnskulspruta.
- KPVT: Primär tornbeväpning i olika pansarfordon som till exempel BRDM-2 och BTR-serien (dock ej BTR-90)

KPV var standardbeväpning i Sovjetunionens väpnade styrkor fram till slutet av 80-talet. Den är fortfarande vanligt förekommande, särskilt i Arabvärlden.

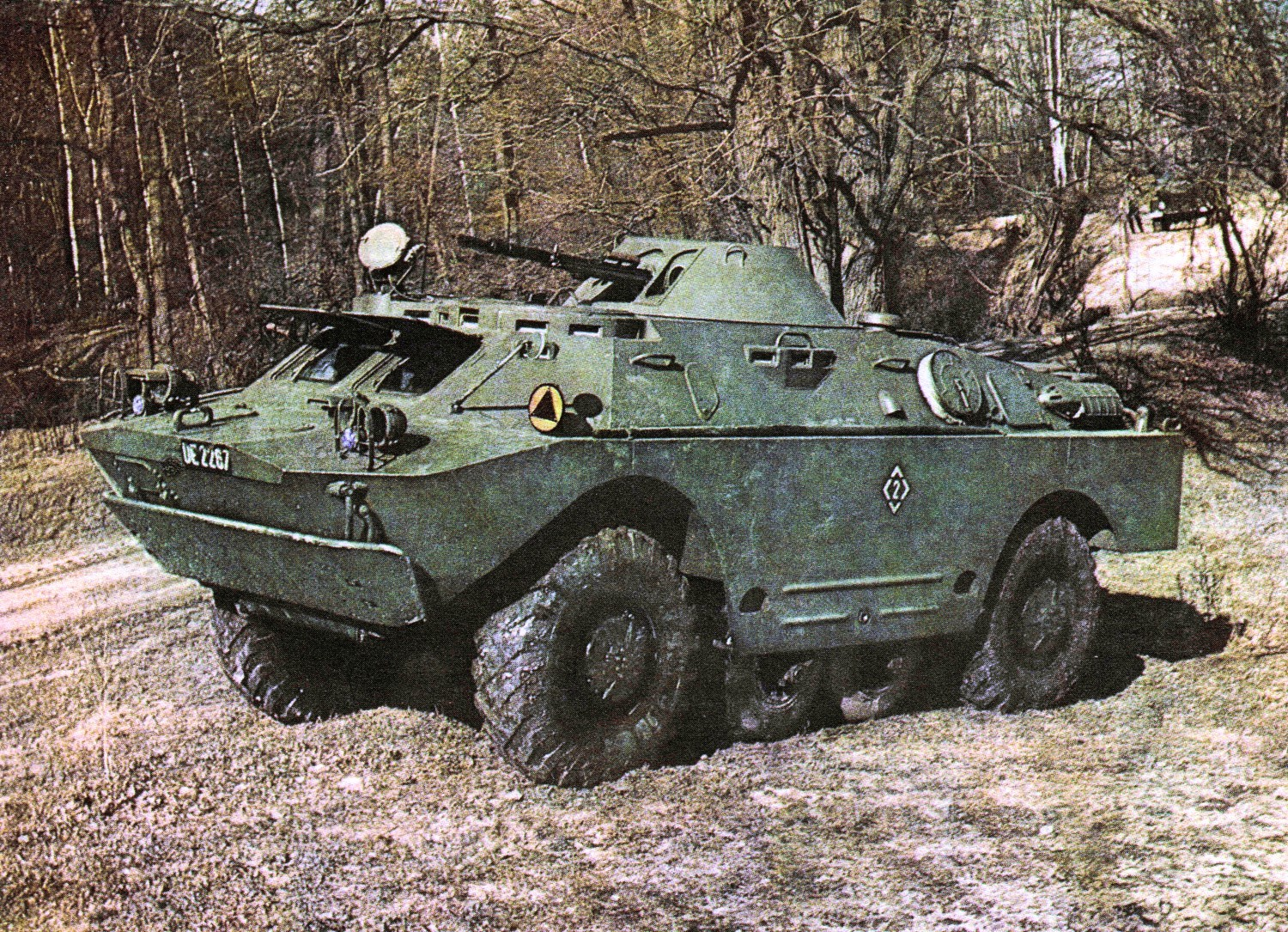
En KPVT monterad i tornet på en polsk BRDM-2.
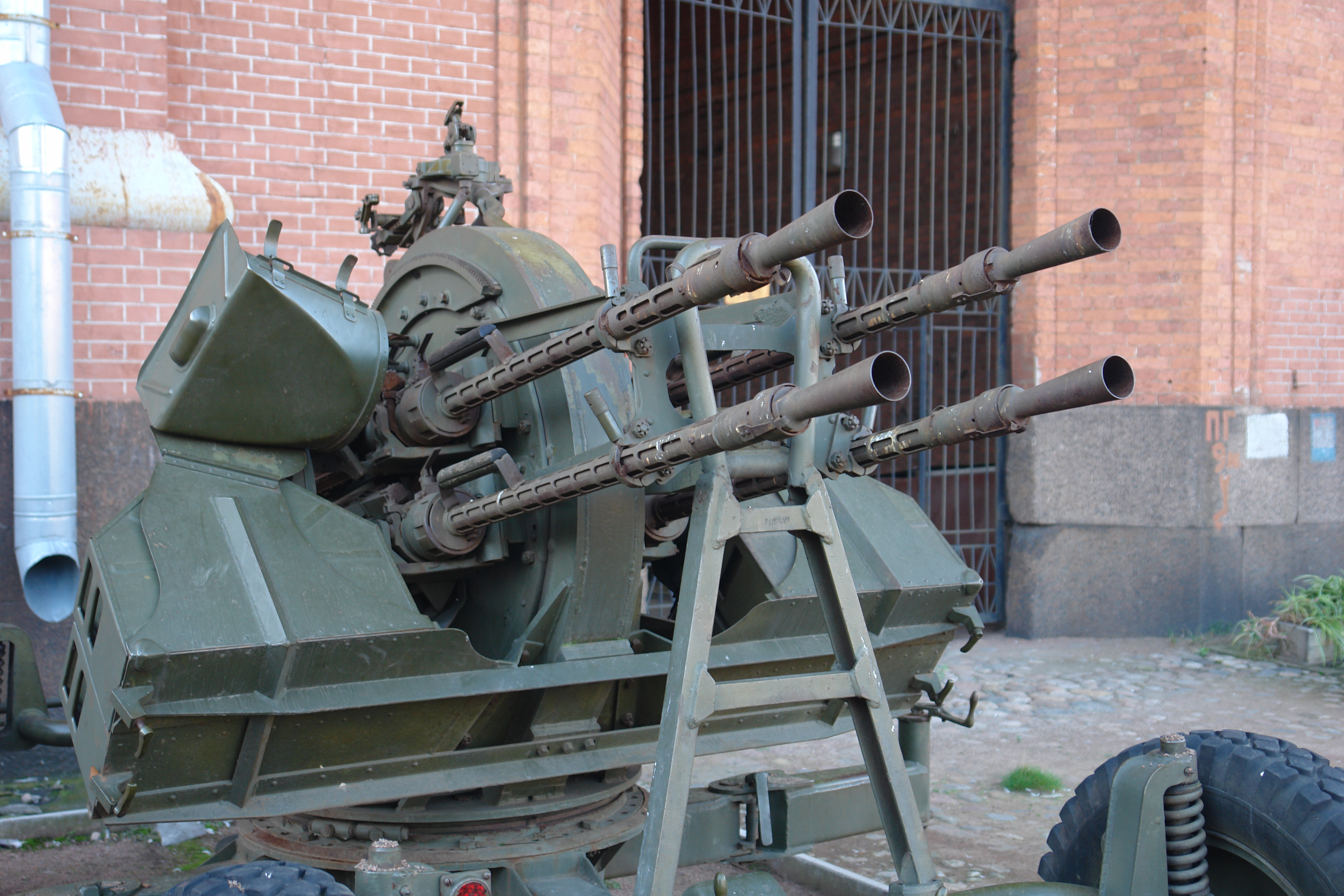
Fyra KPV i luftvärnssystemet ZPU-4.
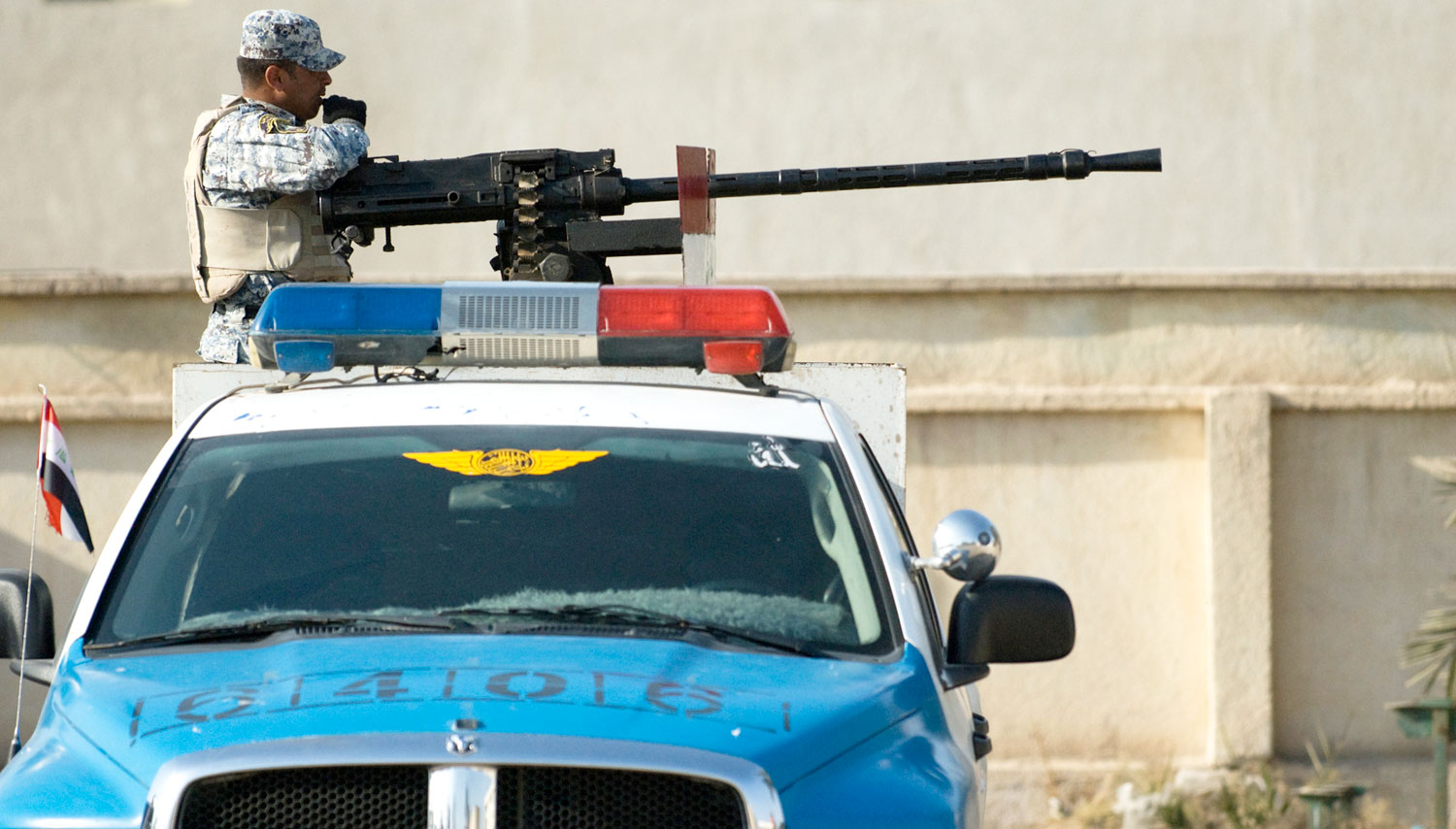
En irakisk polisbil med en modifierad KPV.